# 19136 Strassmann
19136 Strassmann este un asteroid din centura principală de asteroizi.

## Descriere
19136 Strassmann este un asteroid din centura principală de asteroizi. A fost descoperit pe 10 ianuarie 1989 la Tautenburg de Freimut Börngen. Asteroidul prezintă o orbită caracterizată de o semiaxă mare de 2,60 ua, o excentricitate de 0,10 și o înclinație de 4,8° în raport cu ecliptica.